# Rensselaerville
Rensselaerville est une ville située au sud-ouest du comté d'Albany, dans l' État de New York, aux États-Unis,. En 2020, elle comptait une population de 1 826 habitants. La municipalité est incorporée en 1790. La ville est nommée d'après Kilian van Rensselaer, qui a implanté sur ses terres une colonie qui sera connue sous le nom de Rensselaerwyck.

## Démographie
Lors du recensement de 2020, la ville comptait une population de 1 826 habitants.